# 第20普通科連隊

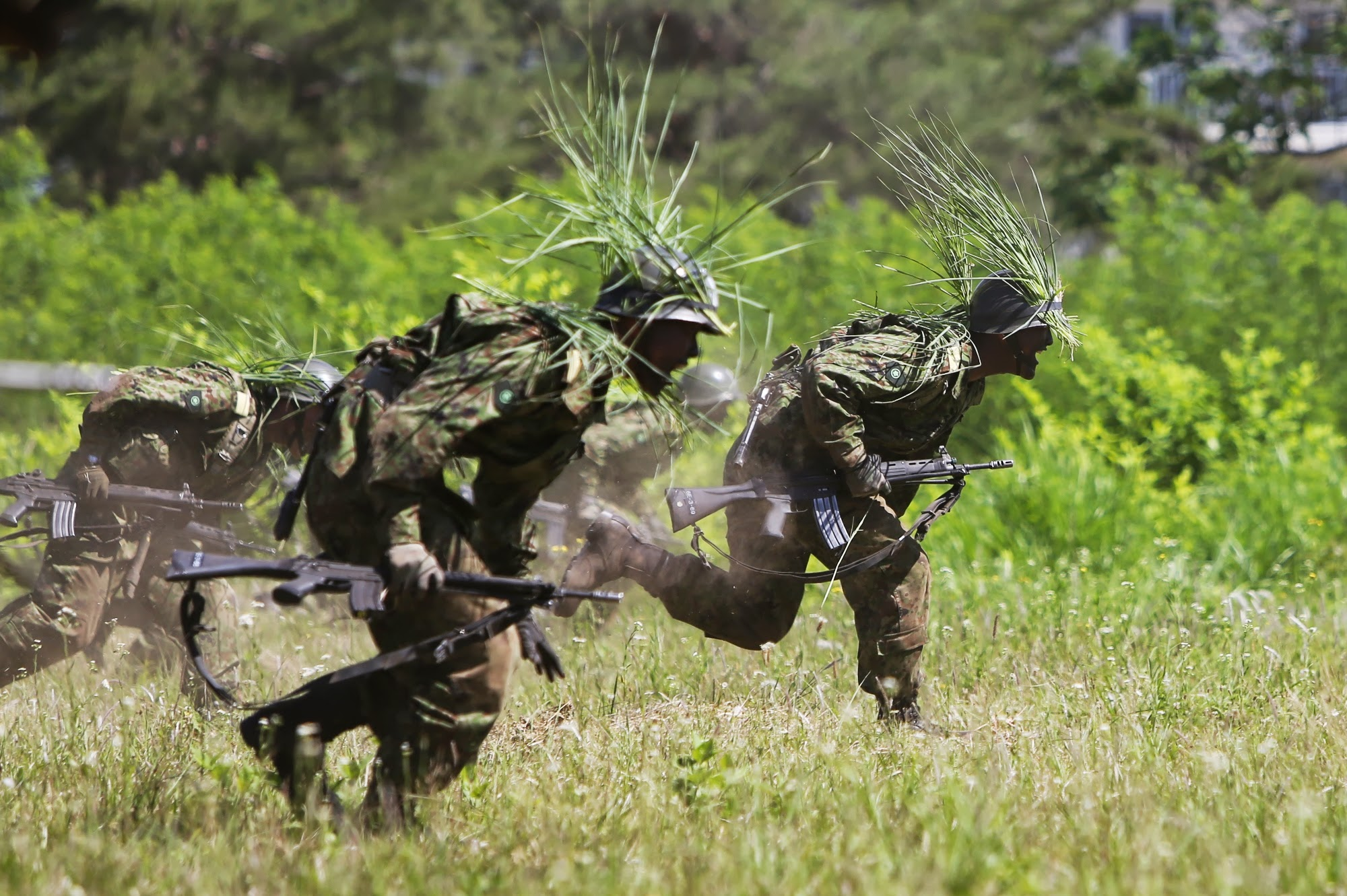
第20普通科連隊における自衛官候補生の戦闘訓練の様子

第20普通科連隊（だいにじゅうふつうかれんたい、JGSDF 20th Infantry Regiment）は、陸上自衛隊神町駐屯地（山形県東根市）に駐屯する第6師団隷下の普通科連隊である。

## 沿革
- 1956年（昭和31年） 
  - 1月25日：第20普通科連隊（連隊本部および直轄中隊、第1、第2大隊）が青森駐屯地において編成完結。第3大隊は秋田駐屯地に配置。
  - 3月27日：第3大隊が秋田駐屯地から多賀城駐屯地に移駐。
  - 11月15日：連隊主力が青森駐屯地から神町駐屯地に移駐。
- 1962年（昭和37年）8月15日：第6管区隊の第6師団への改編により、連隊を本部管理中隊および4個普通科中隊、重迫撃砲中隊の編制に再編。
- 1990年（平成02年）3月26日：第6師団の近代化改編により、自動車化連隊に改編。
- 1999年（平成11年）3月26日：第6対戦車隊の廃止に伴い、対戦車中隊を新編。
- 2004年（平成16年）11月：第4次イラク復興業務支援群（群長：福田1佐）
- 2006年（平成18年）3月27日：第6師団の即応近代化改編。

1. 軽装甲機動車、01式軽対戦車誘導弾が配備。
2. 後方支援体制変換に伴い、整備部門を第6後方支援連隊第2整備大隊第1普通科直接支援中隊へ移管。

- 2008年（平成20年）：基幹連隊指揮統制システムが配備。
- 2019年（平成31年）3月26日：普通科中隊対戦車小隊を廃止し、本部管理中隊に対戦車小隊を新編。中距離多目的誘導弾が配備[1]。

## 部隊編成
- 第20普通科連隊本部
- 本部管理中隊「20普-本」
  - 中隊本部
  - 連隊本部班：82式指揮通信車
  - 対戦車小隊：中距離多目的誘導弾
  - 情報小隊：軽装甲機動車、偵察用オートバイ
  - 施設作業小隊：小型ドーザ、資材運搬車
  - 通信小隊
  - 補給小隊：3 1/2tトラック
  - 衛生小隊：1トン半救急車
  - 狙撃班
- 第1普通科中隊「20普-1」
  - 中隊本部
  - 狙撃班
  - 第1小銃小隊：高機動車、01式軽対戦車誘導弾
  - 第2小銃小隊：高機動車、01式軽対戦車誘導弾
  - 第3小銃小隊：高機動車、01式軽対戦車誘導弾
  - 迫撃砲小隊：81mm迫撃砲 L16
- 第2普通科中隊「20普-2」
  - 第1普通科中隊と同編成
- 第3普通科中隊「20普-3」
  - 第1普通科中隊と同編成
- 第4普通科中隊「20普-4」
  - 中隊本部
  - 狙撃班
  - 第1小銃小隊：軽装甲機動車、01式軽対戦車誘導弾
  - 第2小銃小隊：軽装甲機動車、01式軽対戦車誘導弾
  - 第3小銃小隊：軽装甲機動車、01式軽対戦車誘導弾
  - 迫撃砲小隊：81mm迫撃砲 L16
- 重迫撃砲中隊「20普-重」：120mm迫撃砲 RT、重迫牽引車

## 整備支援部隊
- 第6後方支援連隊第2整備大隊第1普通科直接支援中隊「6後支-2整-1」（神町駐屯地）：2006年（平成18年）3月27日から

## 主要幹部
| 官職名           | 階級    | 氏名   | 補職発令日     | 前職                                                    |
| ---------------- | ------- | ------ | -------------- | ------------------------------------------------------- |
| 第20普通科連隊長 | 1等陸佐 | 南條衛 | 2025年08月01日 | 統合幕僚学校国際平和協力センター 教育・研究室主任研究官 |

| 代 | 氏名       | 在職期間                        | 前職                                                    | 後職                                  |
| -- | ---------- | ------------------------------- | ------------------------------------------------------- | ------------------------------------- |
| 01 | 田中義男   | 1956年01月25日 - 1956年11月18日 | 陸上自衛隊富士学校付                                    | 陸上幕僚監部第5部副部長               |
| 02 | 杉本保次   | 1956年11月19日 - 1959年03月16日 | 陸上自衛隊富士学校学生課長                              | 自衛隊福島地方連絡部長                |
| 03 | 沢田宗正   | 1959年03月17日 - 1960年07月31日 | 陸上幕僚監部第5部研究班長                               | 北部方面総監部幕僚副長                |
| 04 | 大谷毅     | 1960年08月01日 - 1962年07月31日 | 第2管区総監部第3部長                                    | 陸上幕僚監部第5部普通科班長           |
| 05 | 和田昇治   | 1962年08月01日 - 1964年07月15日 | 統合幕僚会議事務局勤務                                  | 陸上幕僚監部監理部管理班長            |
| 06 | 南波巖     | 1964年07月16日 - 1967年03月15日 | 第2陸曹教育隊長                                         | 東北方面総監部監察官                  |
| 07 | 柳幸男     | 1967年03月16日 - 1969年03月16日 | 陸上幕僚監部第5部勤務                                   | 陸上自衛隊幹部学校研究員              |
| 08 | 中濃重義   | 1969年03月17日 - 1971年03月15日 | 第20普通科連隊副連隊長                                  | 統合幕僚会議事務局第4幕僚室勤務       |
| 09 | 福田達男   | 1971年03月16日 - 1973年03月15日 | 統合幕僚会議事務局付                                    | 防衛大学校教授                        |
| 10 | 片山勲     | 1973年03月16日 - 1975年03月16日 | 第11師団司令部第3部長                                   | 陸上自衛隊富士学校勤務                |
| 11 | 佐々木宗興 | 1975年03月17日 - 1977年03月15日 | 中部方面総監部第3部勤務                                 | 陸上自衛隊少年工科学校生徒隊長        |
| 12 | 太田隆     | 1977年03月16日 - 1979年03月15日 | 自衛隊岩手地方連絡部長                                  | 陸上幕僚監部人事部人事計画課長        |
| 13 | 江見省三   | 1979年03月16日 - 1981年03月15日 | 第3師団司令部第3部長                                    | 陸上幕僚監部教育訓練部訓練課 評価班長 |
| 14 | 森常房     | 1981年03月16日 - 1983年03月15日 | 陸上自衛隊富士学校学校教官                              | 東北方面総監部人事部厚生課長          |
| 15 | 青戸秀也   | 1983年03月16日 - 1985年03月15日 | 陸上幕僚監部防衛部防衛課防衛班長                        | 陸上幕僚監部防衛部運用課長            |
| 16 | 田中到     | 1985年03月16日 - 1987年07月31日 | 富士教導団本部勤務                                      | 陸上自衛隊富士学校普通科部 教育課長   |
| 17 | 羽藤忠和   | 1987年08月01日 - 1990年03月31日 | 陸上幕僚監部調査部付                                    | 自衛隊三重地方連絡部長                |
| 18 | 平野英治   | 1990年04月01日 - 1992年11月30日 | 陸上自衛隊富士学校機甲科部 教育課長                     | 陸上自衛隊北海道地区補給処 総務部長   |
| 19 | 吉岡良樹   | 1992年12月01日 - 1995年03月22日 | 北部方面総監部調査部調査課長                            | 東北方面総監部調査部長                |
| 20 | 永嶋且司   | 1995年03月23日 - 1998年03月31日 | 中部方面総監部防衛部防衛課長                            | 統合幕僚学校研究室長                  |
| 21 | 角田憲次   | 1998年04月01日 - 2000年07月31日 | 陸上幕僚監部防衛部運用課 兼 防衛局防衛政策課勤務        | 防衛大学校教授                        |
| 22 | 小松宏行   | 2000年08月01日 - 2003年03月31日 | 東北方面総監部防衛部訓練課長                            | 陸上自衛隊研究本部主任研究開発官      |
| 23 | 福田築     | 2003年04月01日 - 2005年07月31日 | 陸上幕僚監部教育訓練部訓練課 評価班長                   | 陸上自衛隊富士学校普通科部 教育課長   |
| 24 | 佐藤末明   | 2005年08月01日 - 2007年03月31日 | 東北方面総監部人事部人事課長                            | 北部方面指揮所訓練支援隊長            |
| 25 | 安田孝仁   | 2007年04月01日 - 2009年03月31日 | 陸上幕僚監部監理部総務課監理班長                        | 陸上自衛隊幹部候補生学校学生隊長      |
| 26 | 冨田晃生   | 2009年04月01日 - 2012年03月31日 | 陸上自衛隊研究本部研究員                                | 統合幕僚監部総務部人事教育課 人事室長 |
| 27 | 西村和己   | 2012年04月01日 - 2014年07月31日 | 第14旅団司令部第3部長                                   | 自衛隊和歌山地方協力本部長            |
| 28 | 西村修     | 2014年08月01日 - 2017年07月31日 | 統合幕僚監部総括副報道官                                | 中部方面総監部法務官                  |
| 29 | 直井卓     | 2017年08月01日 - 2018年06月30日 | 東部方面総監部人事部人事課長                            | 陸上自衛隊富士学校勤務                |
| 30 | 梶恒一郎   | 2018年07月01日 - 2021年03月14日 | 富士教導団本部高級幕僚                                  | 自衛隊栃木地方協力本部長              |
| 31 | 荒木貴志   | 2021年03月15日 - 2023年07月31日 | 陸上自衛隊教育訓練研究本部主任教官                      | 第6師団司令部付                       |
| 32 | 武田宜則   | 2023年08月01日 - 2025年07月31日 | 陸上幕僚監部人事教育部補任課 人事第2班長                | 訓練評価支援隊評価分析支援科長        |
| 33 | 南條衛     | 2025年08月01日 -                | 統合幕僚学校国際平和協力センター 教育・研究室主任研究官 |                                       |

## 主要装備
- 82式指揮通信車
- 軽装甲機動車
- 高機動車
- 1/2tトラック / 73式小型トラック
- 1 1/2tトラック / 73式中型トラック
- 3 1/2tトラック / 73式大型トラック
- 78式雪上車
- 10式雪上車
- 89式5.56mm小銃
- 5.56mm機関銃MINIMI
- 84mm無反動砲
- 01式軽対戦車誘導弾
- 中距離多目的誘導弾
- 81mm迫撃砲 L16
- 120mm迫撃砲 RT
- 基幹連隊指揮統制システム

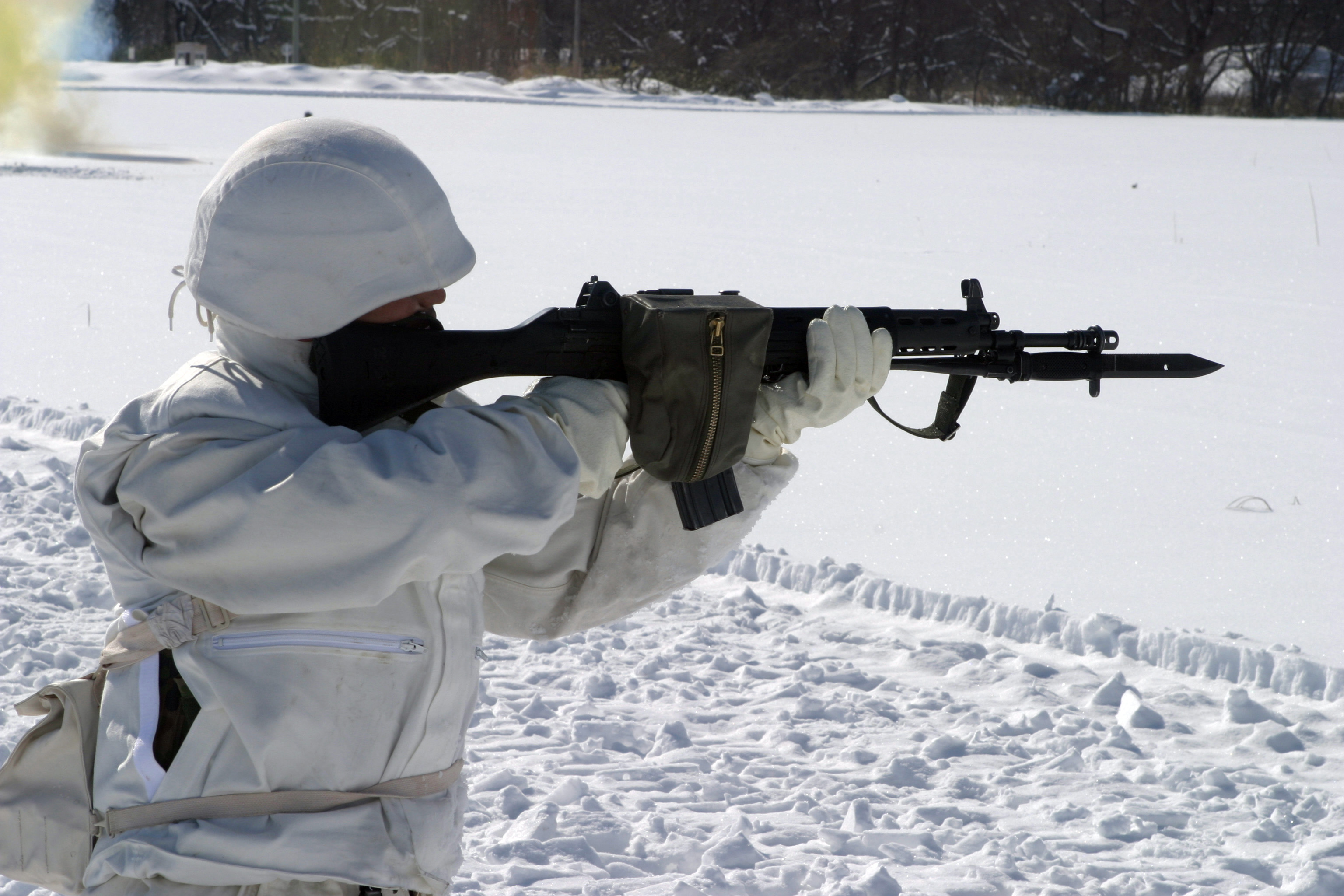
王城寺原演習場で行われた訓練に参加する第20普通科連隊の隊員
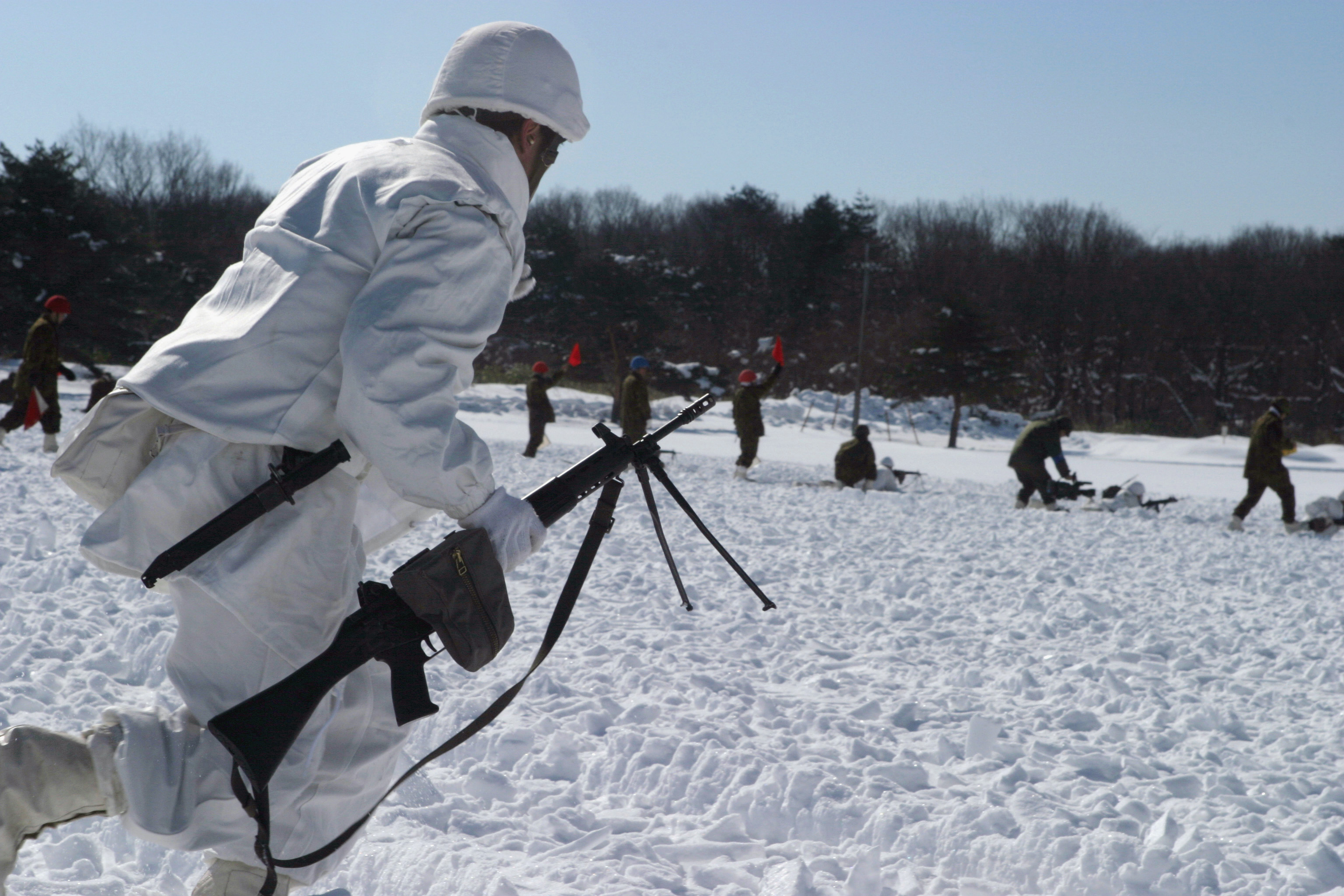
冬季用の白色覆いを使用している
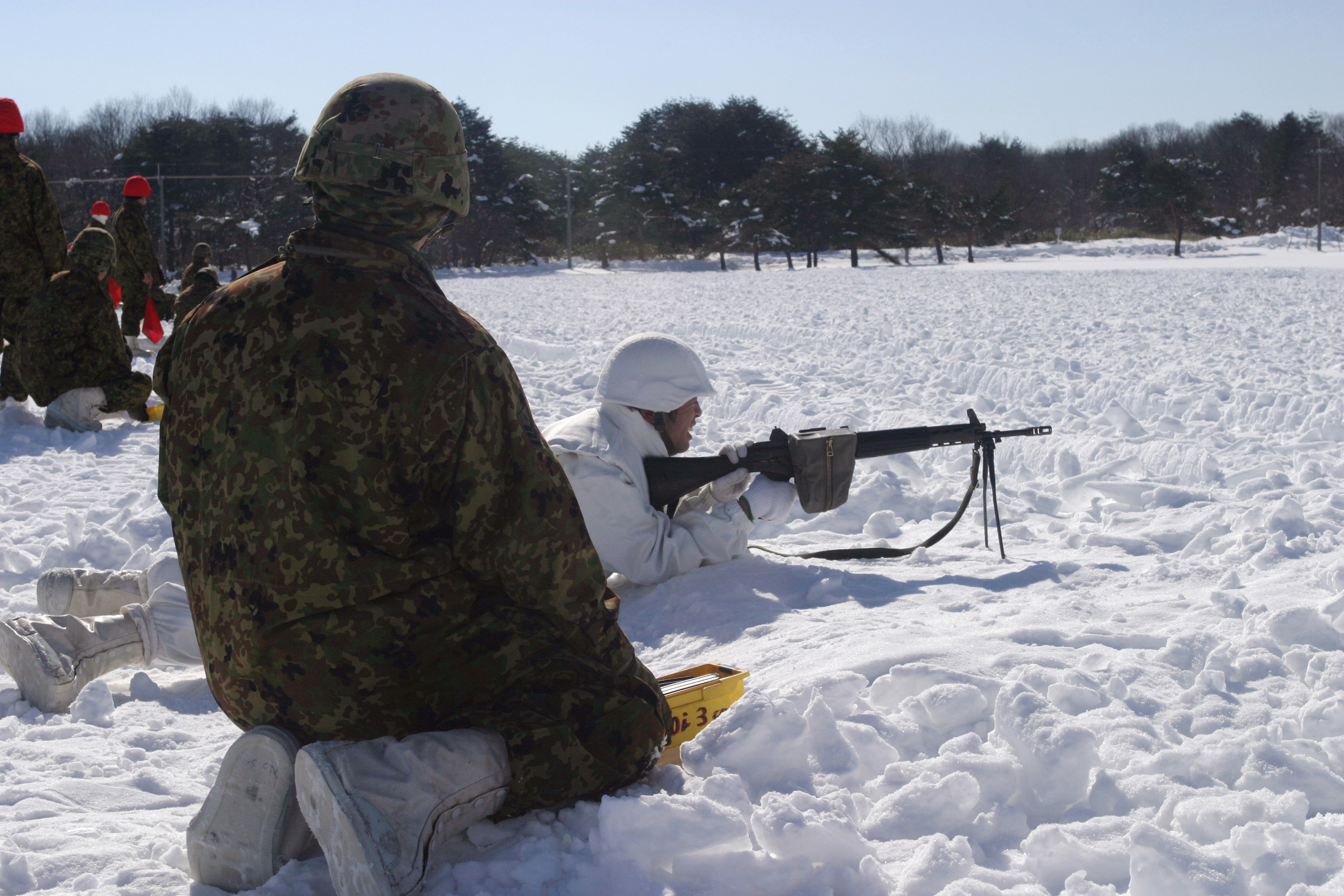
89式5.56mm小銃を使用した射撃訓練
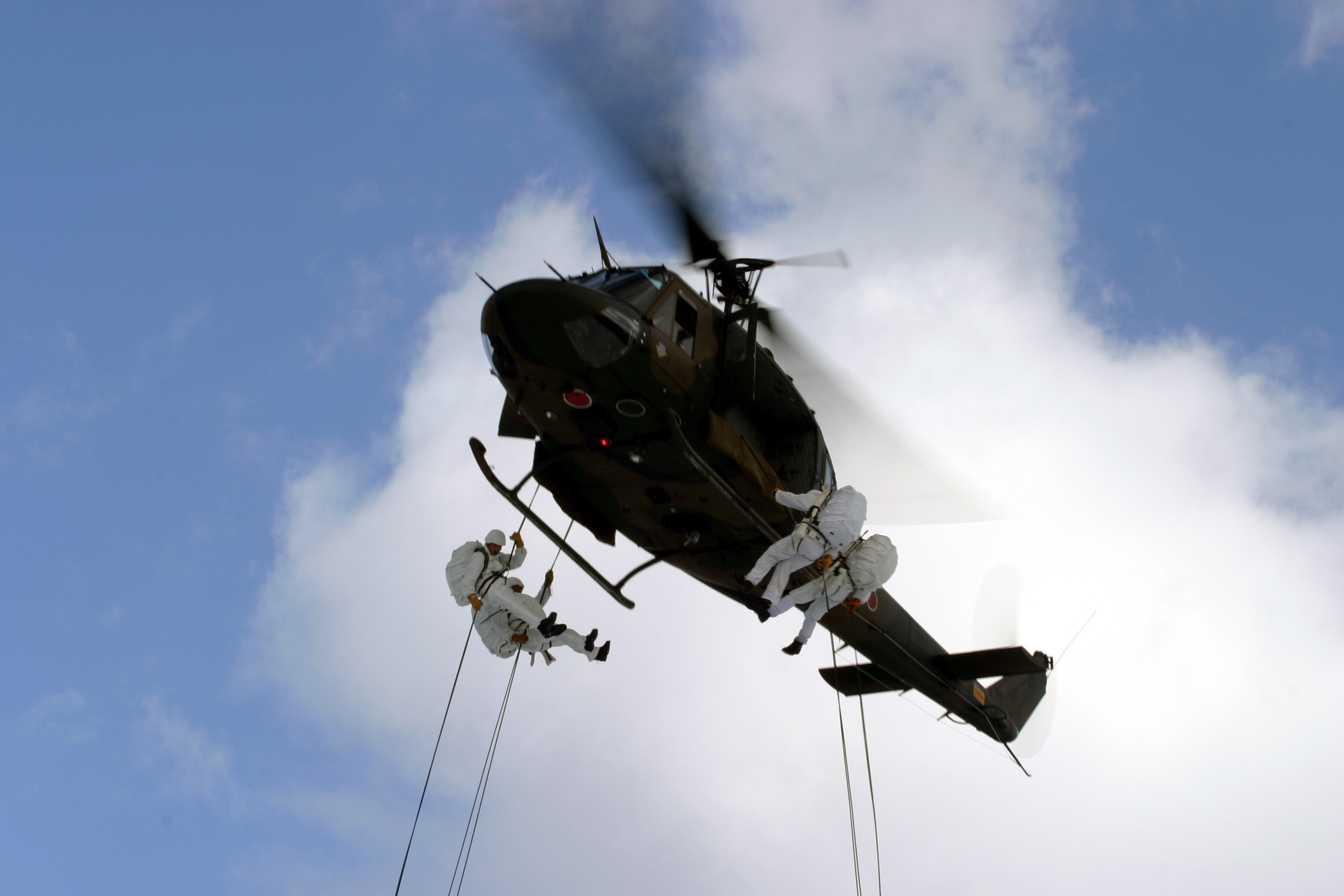
リペリングを行う隊員たち
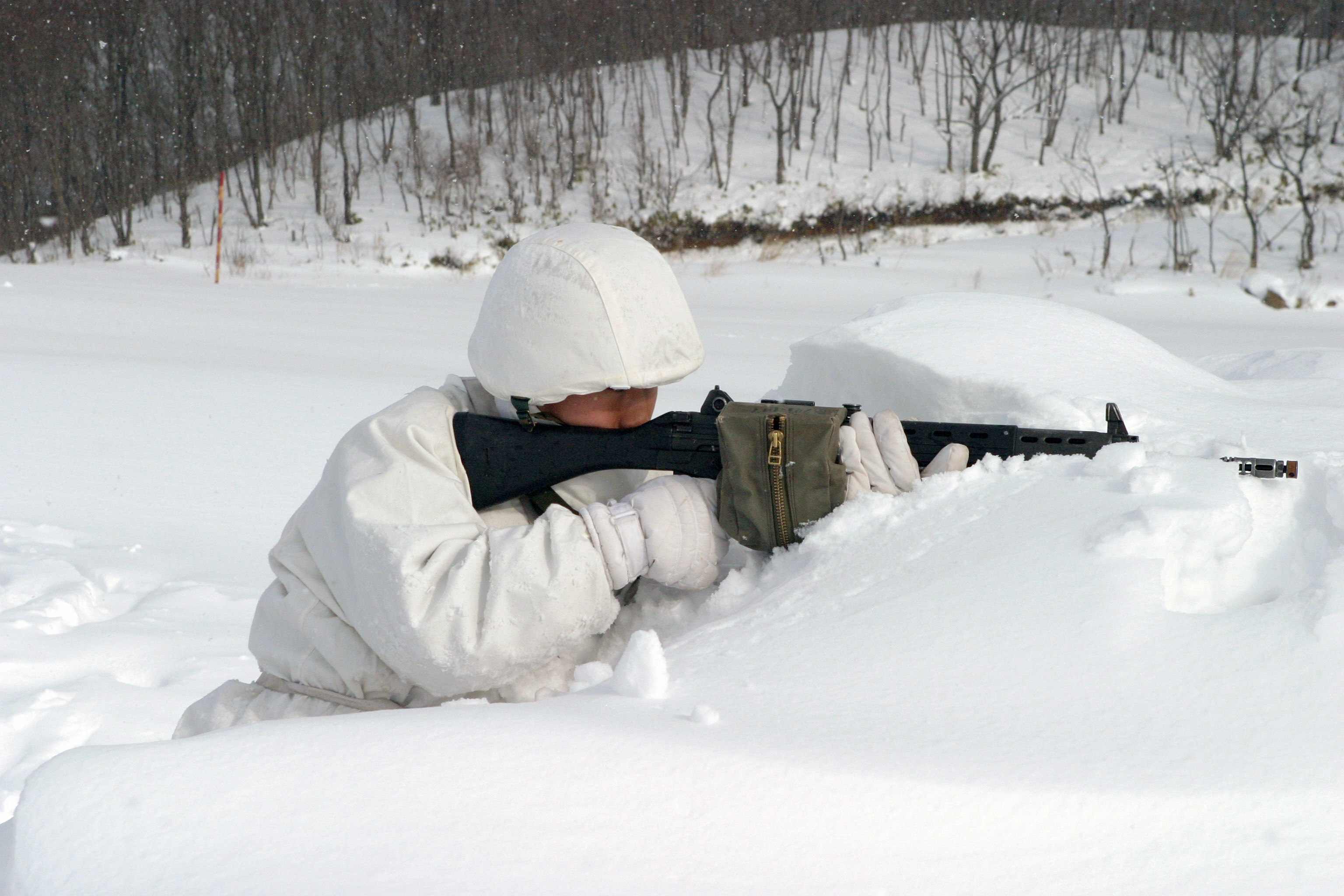
89式小銃を構える隊員

## 警備隊区
- 本部管理中隊：山形県内全域
- 第1普通科中隊：最上地区
- 第2普通科中隊：庄内北部地区
- 第3普通科中隊：村山地区
- 第4普通科中隊：置賜地区
- 重迫撃砲中隊：庄内南部地区

## 廃止（改編）部隊
- 2006年（平成18年）3月26日：
  - 第20普通科連隊本部管理中隊管理整備小隊「20普-本」（神町駐屯地）：整備部門を第6後方支援連隊第2整備大隊第1普通科直接支援中隊へ移管。
- 2018年（平成30年）3月26日：
  - 第20普通科連隊対戦車中隊「20普-対戦」（神町駐屯地）：第20普通科連隊本部管理中隊対戦車小隊に改編。